# Artur Brzozowski
Artur Brzozowski (ur. 29 marca 1985 w Nisku) – polski lekkoatleta, chodziarz.

## Osiągnięcia
Reprezentant Polski na Letnie Igrzyska Olimpijskie 2008 w Pekinie. Medalista mistrzostw Polski seniorów. 27 marca 2010 zajął drugie miejsce w rozgrywanym w słowackich Dudincach chodzie na 50 km zaliczanym do cyklu IAAF Walking Challenge, w ramach tych zawodów odbywały się także mistrzostwa Polski seniorów na tym dystansie, jednak Brzozowski (który przegrał jedynie z Rafałem Augustynem) nie otrzymał srebrnego medalu mistrzostw kraju, ponieważ nie był w nich klasyfikowany, jako zawodnik w trakcie zmiany barw klubowych (ze Znicza Biłgoraj do Sparty Biłgoraj).
Brązowy medalista pucharu Europy (Olhão 2011) w chodzie na 50 km (indywidualnie zajął 5. miejsce).
Wystąpił na Letnich Igrzyskach Olimpijskich w Paryżu w 2024, gdzie na dystansie 20 km osiągnął 27. pozycję.

## Rekordy życiowe
- chód na 20 kilometrów – 1:20:33 (13 sierpnia 2017, Londyn[4]) – 5. wynik w historii polskiej lekkoatletyki
- chód na 35 kilometrów – 2:34:41 (21 maja 2023, Podiebrady[4]) – 6. wynik w historii polskiej lekkoatletyki
- chód na 50 kilometrów – 3:46:42 (19 maja 2019, Olita[4]) – 9. wynik w historii polskiej lekkoatletyki